# Parafia św. Bartłomieja Apostoła w Godzieszach Wielkich
Parafia Świętego Bartłomieja Apostoła w Godzieszach Wielkich – parafia rzymskokatolicka należąca do dekanatu Opatówek diecezji kaliskiej. Została utworzona w XV wieku. Mieści się przy ulicy kard. S. Wyszyńskiego. Prowadzą ją księża diecezjalni.